# En esprit
Albums de Heuss l'Enfoiré
Chef d'orchestre
(2023)
En esprit est le premier album studio du rappeur français Heuss l'Enfoiré sorti le 25 janvier 2019.

## Genèse
En décembre 2018, Heuss l'Enfoiré dévoile la date de sortie ainsi que la tracklist de son premier album. Il y collabore avec Koba LaD, Sofiane, Soolking et Vald. En une semaine, l'album s'écoule à 12 381 exemplaires. En mars 2019, l'album devient disque d'or en atteignant le cap des 50 000 ventes. L'album devient en août 2019 disque de platine en atteignant les 100 000 ventes, l'artiste reçoit cette récompense sur le plateau de l'émission Clique.

## Liste des titres
| 1.    | SKCH                          | DIIAS          | 2:36 |
| 2.    | Anita                         | RDS            | 3:14 |
| 3.    | Les méchants                  | RDS, Zeg P     | 3:12 |
| 4.    | George Moula (feat. Koba LaD) | Zeg P          | 2:20 |
| 5.    | Hakan Şükür                   | Nock-Pi, Zeg P | 2:37 |
| 6.    | Khapta (feat. Sofiane)        | Zeg P          | 2:42 |
| 7.    | G.M.T.B                       | Zeg P          | 3:00 |
| 8.    | Benda (feat. Soolking)        | DIIAS          | 3:42 |
| 9.    | BX Land 4                     | DIIAS          | 2:11 |
| 10.   | Aristocrate                   | DIIAS          | 2:49 |
| 11.   | N.Y.M.A                       | Zeg P          | 2:46 |
| 12.   | En esprit                     | Yasser Beats   | 3:08 |
| 13.   | L'enfoiré                     | Kikow          | 4:13 |
| 14.   | L'addition (feat. Vald)       | Zeg P          | 3:51 |
| 15.   | Léger                         | Zeg P          | 2:30 |
| 44:51 |                               |                |      |

## Titres certifiés en France
- Les méchants  Diamant[7]
- Khapta (feat. Sofiane)  Diamant[8]
- Benda (feat. Soolking)  Platine[9]
- Aristocrate  Diamant[10]
- L'enfoiré  Diamant[11]
- L'addition (feat. Vald) Or[12]
- Léger  Or[13]

## Clips vidéos
- L'addition (feat. Vald) : 12 octobre 2018
- L'enfoiré : 30 novembre 2018
- George Moula (feat. Koba LaD) : 21 janvier 2019
- Les méchants : 28 janvier 2019
- Khapta (feat. Sofiane) : 8 mars 2019
- BX Land 4 : 3 mai 2019
- Aristocrate : 26 juillet 2019

## Classements et certification

### Classements hebdomadaires
| Classements (2019-2021)      | Meilleure position |
| ---------------------------- | ------------------ |
| France (SNEP)                | 3                  |
| Belgique (Flandre Ultratop)  | 177                |
| Belgique (Wallonie Ultratop) | 6                  |
| Suisse (Schweizer Hitparade) | 44                 |
| Suisse (Charts Romandie)     | 30                 |

### Certifications et ventes
| Région        | Certification | Ventes/Streams |
| ------------- | ------------- | -------------- |
| France (SNEP) | 2 × Platine   | 200 000        |